# Marianne Mittelholzer
Marianne Mittelholzer, Künstlername Mascha Mioni (* 17. April 1941 in Zürich) ist eine schweizerische Textilkünstlerin und Malerin, die sich vorwiegend mit Kunstkleiderkunst, der Gestaltung von Kleidung als Kunstobjekt Wearable Art – Art to Wear beschäftigt.

## Leben

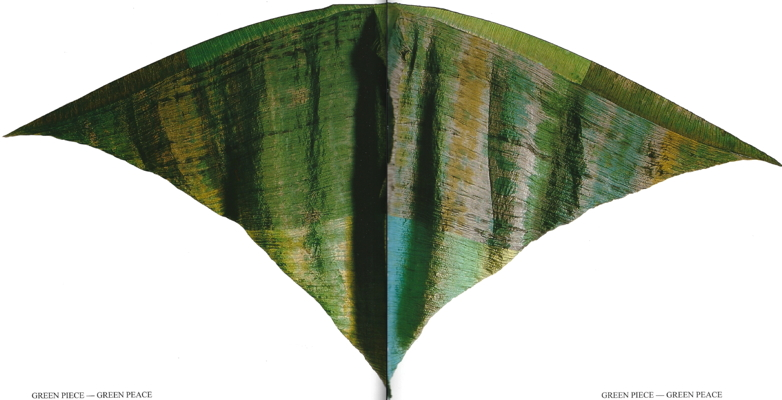
Green Piece – Green Peace, Fallschirmseide bemalt mit Dupontfarben, gefaltet, 1994, 382×160 cm, Foto: Asy Asendorf, Zürich

Mascha Mioni wurde als Marianne Bissig und Tochter einer Schneiderin und eines Eisenbahnelektrikers geboren, sie wuchs in Brugg und Rapperswil SG auf. Sie absolvierte, wie ihre Mutter, eine Lehre als Damenschneiderin. Nach dem Lehrabschluss lebte sie als Au-Pair-Mädchen in Paris und Exeter, es folgte ein Studienaufenthalt in Florenz. 1967 heiratete sie den Augenarzt Kurt Mittelholzer, der 1976 starb. Aus der Ehe stammen zwei Töchter.
Seit 1981 lebt sie mit dem Mathematiker Heiner Graafhuis. 2001 bauten sie zusammen das Atelierhaus in Meggen LU, in dem sie heute lebt, arbeitet und Ausstellungen kuratiert.

## Werke
Mascha Mioni hat sich im Laufe ihres künstlerischen Schaffens mit den unterschiedlichsten Materialien und Techniken auseinandergesetzt. Durch das Buch Kunstkleiderkunst der New Yorkerin Julie Shafler Dale inspiriert und als Mitgründerin des Art to Wear Teams, wurde sie zu einer Pionierin dieser Kunstrichtung in Europa.
Die Bedeutung eines Kleides als Kunstwerk kommentiert sie so:

„Ein Kleid zu kreieren bedeutet das Abnehmen des Bildes von der Wand, um damit den Körper zu umwickeln. Damit ändert man die Art des Zugangs und der Bedeutung. Das Schwergewicht von einem isolierten Objekt, das als ‚Kunst’ gilt, verlagert sich zu einer Kunst, die auch ein funktionales Kleidungsstück ist.“

Ihre Experimente beim Färben von Seide trugen wesentlich zur Verbreitung der Shibori-Techniken in der modernen Textilkunst bei.
Die Anteilnahme am weltweiten Geschehen inspirierte sie zu Werken, wie dem in der UNESCO in Paris die Schwingen ausbreitenden Green Piece / Green Peace oder dem bedrohlich-dunklen Golfdress, den sie zu Beginn des Golfkrieges schuf.
2012/13 strickte sie als Mahnmal für den in der Welt allgegenwärtigen Plastikmüll aus Kleider-Sammelsäcken von Texaid das 6 × 3 × 3 m große Werk «Lismete».

## Ausstellungen

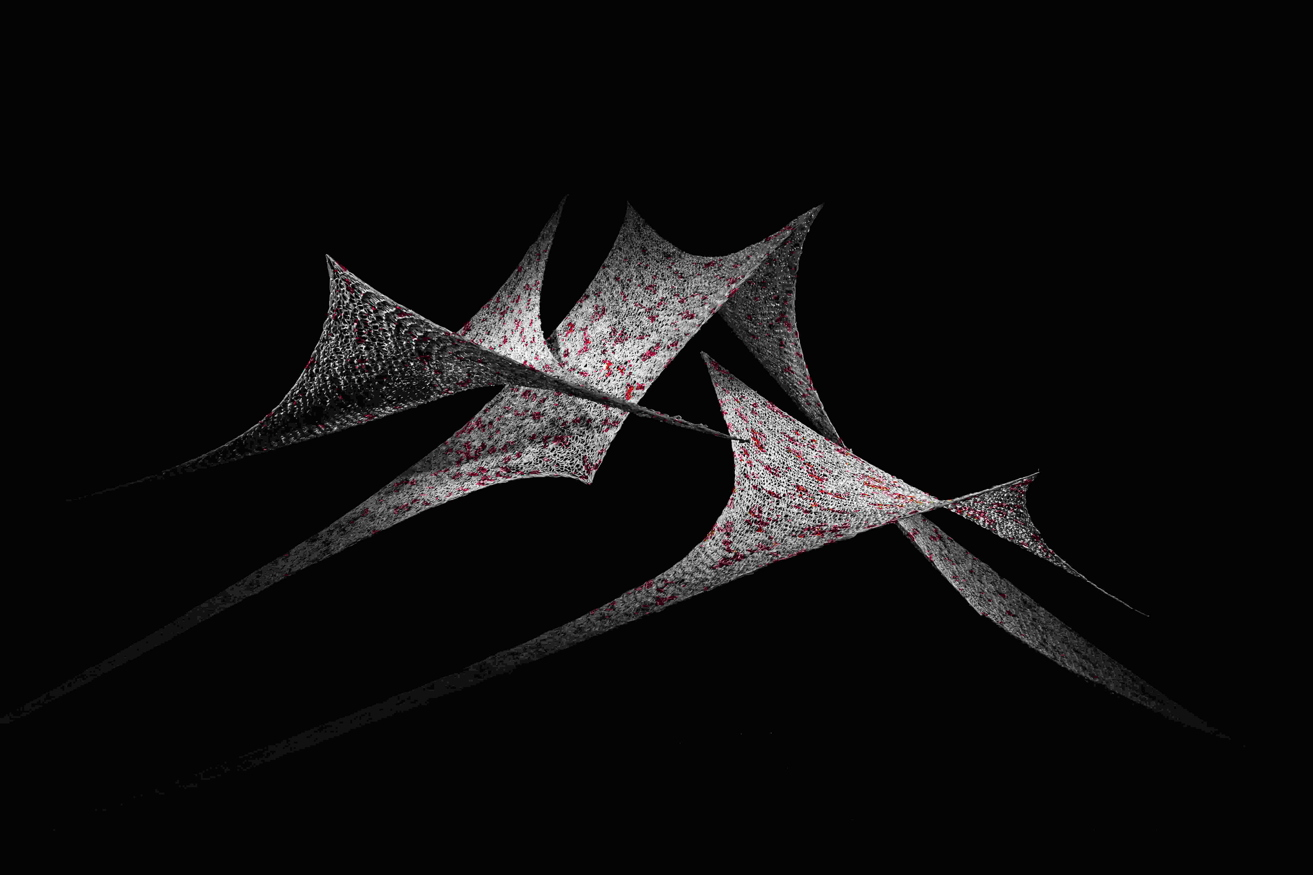
Lismete – rot-weiße Texaid Plastiksäcke, zerschnitten, gestrickt, gedehnt, 6x3x3 m Foto: Carlos Rieder, Luzern

Von 1977 bis 1988 zeigte sie ihre Malerei mit Öl auf Leinwand in Gruppen- und Einzelausstellungen, bis ihre Textilkunst in einer Gruppenausstellung im Landhaus Solothurn, Schweiz und 1991 in einer Einzelausstellung im Textilmuseum St. Gallen, Schweiz, erstmals breitere professionelle Beachtung fand. Dies führte zu einer Gruppenausstellung in Auburn/NY, USA und in Köln, Deutschland. Nach einer kleineren Einzelausstellung anlässlich des World Economic Forum im Kongresshaus Davos und einer Gruppenausstellung im House of Art (Dom Umenia) in Bratislava, Slowakei, und wiederum im Textilmuseum St. Gallen, publizierte sie 1995 das erste Buch ihrer Textilkunst im eigenen greina Verlag, dem alle fünf Jahre ein weiteres Buch gefolgt ist.
Mehrere Gruppenausstellungen in Tiflis, Georgien, bei der UNESCO in Paris, Frankreich und in Italien führten sie zur Erkenntnis, dass Kunstkleiderkunst, Art to Wear, am besten auf dem Körper getragen, in einer Performance, gezeigt wird. 2002 setzte sie dies in Performances an der Fashionation, Musée Suisse, Zürich, und am 4. Internationalen Shibori Symposium in Harrogate, England, erstmals um. Eine Performance in Melbourne, Australien, und eine Gruppenausstellung im Tama Art University Museum, Tokyo, Japan, und wiederum im Textilmuseum St. Gallen, folgten. Einige ihrer Kunstwerke werden auch von der Compagnie Irene K. in ganz Europa bei deren Tanzaufführungen in Szene gesetzt. Nach einer Einzelausstellung im Museum Sursilvan, Trun/GR, Schweiz, folgte eine Rauminstallation bei einer Gruppenausstellung im Aarberghaus, Ligerz, Schweiz, und eine Performance anlässlich des 7. Internationalen Shibori Symposiums im Musée du Quai Branly, Paris im Jahre 2008, sowie eine Gruppenausstellung zusammen mit Yoshiko Iwamoto Wada, Ana Lisa Hedstrom, Junichi Arai und weiteren international anerkannten Künstlern an der Hong Kong Polytechnical University, China, und August 2013 bis Februar 2014 im Jim Thompson Art Center, Bangkok.
Eine lange Freundschaft mit dem US-amerikanischen Plastiker Lawrence McLaughlin führte zu gemeinsamen Ausstellungen von seinen Skulpturen und ihren Ölbildern von Dietlikon/Zürich, über Beaugency in Frankreich bis zur Bareiss Galerie in Taos, New Mexico, USA.
Neben der laufenden Arbeit mit Öl auf Leinwand und mixed media, dem Kuratieren von Ausstellungen für befreundete internationale Künstler wie Shinzo Kajiwara, Tokio, und Werner Bitzigeio, Winterspelt, Deutschland, installierte sie auch ein Werk auf dem Kunstpfad am Rhein in Trun.
Ihr wichtigstes Projekt im Herbst 2014 war das Zeigen der zwei Installationen „Lismete“ (9 × 4,5 × 4 m) und „Dance of Life“ im China National Silk Museum, Hangzhou, während ihres zweimonatigen Aufenthaltes als Artist in Residence im Jin Ze Art Center, Shanghai.